# 南口战役
南口戰役，為中国抗日战争早期平綏鐵路沿線作戰的一場戰役，發生於1937年8月8日至8月26日，地點在河北省昌平縣（今北京市昌平區）南口與察哈爾省張家口（今河北省張家口市）一帶。
結果日軍獲勝，南口失守。

## 背景
1937年7月底，平津相继失陷。而在七七事变之前的两年多时间里，日军已通过多次制造事变逐步蚕食控制了整个察北（包括沽源、康保、尚义、崇礼、张北及宝昌、商都、化德、多伦）。这使得平绥铁路南口前线的左翼形势变得十分危急。中国方面为抗击日军沿平绥路进犯，必须主动出击察北：
- 傅作义部自绥东攻察北。其所属的董其武部进攻商都并于14日收复，石玉山部进攻德化（今化德）并于16日收复
- 第二十九军第143师刘汝明部由张家口取张北。进至万全坝（万全与张北交界处）。伪蒙古军政府人员在德王的带领下向多伦逃窜。刘汝明部为解张家口之危，开始进攻张北之敌，8月20日攻占了张北城外围玻璃彩村等要点。而此时日本关东军東條英機机械化部队由热河驰援张北，经沽源时兵分两路：一路日军（铃木旅团与本间旅团）南下进攻张家口。8月21日夜中国军队退守南距张北县城25公里的神威台。8月22日日军开始进攻。23日午夜神威台失陷。同时，日军另一部迂回攻击万全县城。8月24日晨攻占万全县城，并随即以步兵一联队，炮兵一营沿公路直趋张家口。8月25日至27日日军攻击张家口以西的赐儿山最高处八角台。27日午时，张家口失陷。
- 第十七军高桂滋部进军独石口，以御多伦南下之敌。从沽源分兵的另一路日本关东军大井支队，经赤城、龙关，截击平绥铁路。高桂滋部未抵挡住日军进攻，驻守宣化的第二十九军301团也南撤。8月28日，宣化落入敌手。

8月7日，日军以主力3个师团进攻南口，企图出长城沿平绥铁路西进，包抄战略要地山西。1937年8月8日，攻陷北平、天津的日本軍隊以第20師團（川岸文三郎中將）全部，並抽調第5、第10兩師團及酒井旅團等，沿平綏線鐵路進攻南口。除於8月21日進攻居庸關，20師團所屬本間旅團與鈴木師團主攻張家口與南口。
中國参战軍主要為湯恩伯率領的第13军兩師。
国民政府于8月11日令卫立煌部增援南口，会同汤恩伯的第十三军抗击日军。卫立煌部进入宛平后即兵分两路，其中一路经千军台、大台沟前进，欲抄南口战地的敌侧后，共同会歼日军于长城一线。 这一意图被日军识破，增援南口的部队遭日军阻击，双方在髫髻山至清水涧地区展开了拉锯战，激烈的战斗持续了20余日，使得卫立煌的部队不能迅速前往南口支援。
汤恩伯军长曾於8月13日致罗芳珪电：
|  | “五二九团罗团长芳珪兄，文电诵悉，贵团连日力挫强敌，已确立本军未来全部胜利之基石，曷胜欣慰！南口阵地，关系国家对抗战之成败，敌寇虽众而凶顽，仅将其优势之炮火，而不能尽毁此一带。尤其吾人赖以抵抗强敌者，为战斗精神，而非大兵与精良之武器，吾侪誓死决不离开阵地寸步。人生百年，终须一死，好汉死在阵头上，即为军人光荣之归宿。” |

同日致王仲廉电：
|  | “第八十九师王师长介人兄，文申电诵悉，李旅连日力挫强敌，已树本军胜利之先声，曷胜欣慰！南口阵地，即为吾侪光荣之归宿。我死则国生，我贪生则国死，吾侪宁死尽以维护此阵地，并不幸求生还也。望转告贵师全体同生死之官兵们，努力争取胜利为盼！” |

日军于8月21日，绕南口右侧攻击居庸关、怀来，再遭陈长捷第72师（非战斗动员状态）阻截。
8月24日日军沿西部横岭突破了中国守军王万龄师的防线，越过长城，进入到怀来地区。此时，由察北进攻张家口之日军也占据了张家口以西铁路线，给南口中国守军造成极大威协。8月25日，中国守军被迫撤出南口，退守居庸关。27日，中国守军奉命向南突围转移，全部撤离南口战场。卫立煌部既已失增援目标，沿平汉线的保定又在告急，于是在宛平一带抗敌月余后南撤。南口、居庸关弃守后，日军于8月27日夜侵占怀来城。
中国军队伤亡1.6万余人，日军伤亡1.5万余人。

## 參戰部隊

### 日本軍隊作戰序列
支那駐屯軍司令香月清司
- 第5師團板垣征四郎
- 關東獨立混成第1旅團〔酒井〕
- 獨立混成第11旅團〔鈴木〕
- 獨立混成第2旅團

### 中國軍隊作戰序列
第七集團軍：敵前總指揮湯恩伯
- 第13軍湯恩伯〔自兼〕
  - 第4師
  - 第89師
- 第17軍高桂滋
  - 第21師
  - 第84師
- 第72師
- 第94師
- 獨立第7旅，砲兵第27團